# Stained Class
Stained Class is het vierde studioalbum van de Britse heavymetalband Judas Priest, uitgebracht in 1978. Stained Class wordt als een van de beste albums van Judas Priest gezien.
Het album zou later in opspraak komen door het nummer "Better By You, Better Than Me", omdat dit nummer twee jonge Amerikanen tot een zelfmoordpoging zou aangezet hebben. Eén jongeling overleefde het niet, de andere werd vreselijk verminkt. Hij overleed drie jaar na het incident aan een overdosis pijnstillers. Het kwam tot een rechtszaak, maar de band werd vrijgepleit. Het frappante was dat het desbetreffende nummer een cover was van de progressieve rockband Spooky Tooth.
Exciter werd vroeger vaak als openingsnummer van een liveoptreden van de band gespeeld. Het titelnummer werd door (Rob Halfords band) Halford geregeld live gespeeld. Beyond The Realms of Death heeft tegenwoordig een vaste plek in de live setlist van Judas Priest.

## Tracklisting
1. "Exciter" (Rob Halford, Glenn Tipton) – 5:34
2. "White Heat, Red Hot" (Tipton) – 4:20
3. "Better By You, Better Than Me" (Gary Wright) – 3:24
4. "Stained Class" (Halford, Tipton) – 5:19
5. "Invader" (Halford, Ian Hill, Tipton) – 4:12
6. "Saints in Hell" (K.K. Downing, Halford, Tipton) – 5:30
7. "Savage" (Downing, Halford) – 3:27
8. "Beyond the Realms of Death" (Les Binks, Halford) – 6:53
9. "Heroes End" (Tipton) – 5:01

### Bonustracks 2001
1. "Fire Burns Below" (Halford, Tipton) – 6:58
2. "Better By You, Better Than Me" (Wright) – 3:24 (Live)